# Clausocaris
Il Clausocaris è un genere di tilacocefali giurassici, estintasi nel piano stratigrafico Titoniano del Giurassico superiore, ritrovato nel sito del Solnhofen Limestone, in Baviera, Germania. Era stato originariamente nominato Clausia da Hermann Oppenheim nel 1888, che aveva identificato soltanto la specie Clausocaris lithographica, ed in seguito rinominato Clausocaris da Poltz, nel 1989. La morfologia suggerisce uno stile di vita di un predatore pelagico con tecnica di agguato.
I fossili mostrano un carapace a due valve che ricopre la maggior parte del corpo ad eccezione della parte addominale terminale, non segmentata, con occhi composti, branchie e appendici raptatorie prensili specializzate per afferrare e stringere la preda, controllate da muscoli striati.

## Specie
Le specie classificate come appartenenti al genere sono:
- Clausocaris lithographica Oppenheim, 1888 (Giurassico superiore, Germania)
- C. pinnai Arduini, 1992 (Triassico superiore, Italia)
- C. ribeti Secretan, 1985 (Giurassico medio, Francia)